# 28 Thousand Days
«28 Thousand Days» es una canción de la cantante y compositora estadounidense Alicia Keys. Fue escrita por Keys, Swizz Beatz, Mark Batson y Harold Lilly y producida por Keys, Batson y Beatz. La canción se lanzó el 31 de julio de 2015 a través de RCA Records como la canción de la campaña publicitaria de jeans para mujeres de Levi Strauss & Co. de 2015. Keys dijo que la canción se inspiró en un artículo que había leído, que decía que la vida humana promedio es de 76 años, lo que equivale a 28 mil días.

## Antecedentes
En 2014, Keys trabajó con Kendrick Lamar, Hans Zimmer y Pharrell Williams para la canción «It's On Again» de The Amazing Spider-Man 2. Keys también lanzó «We Are Here» en septiembre de 2014 y «We Gotta Pray» en diciembre de 2014. En julio de 2015, fue anunciada como embajadora de la marca y rostro de la campaña publicitaria de otoño/invierno de Levi para jeans de mujer y se utilizó «28 Thousand Days» como canción de la campaña. La canción se usó en comerciales de televisión, cine y en línea para la campaña dirigida por Malik Hassan Sayeed. El día del lanzamiento de la canción, tuiteó: «¡Me moría de ganas de compartir esta nueva música contigo! ¡¡Vive todos los días como si fuera el último!!».

## Recepción crítica
Vibe escribió sobre la canción que tiene una «melodía contagiosa» y una «producción bulliciosa» por parte de Swizz Beatz. Rap-Up llamó a la canción un «himno edificante» con «cuernos a todo volumen». MTV News llamó a la producción «graves pesados», mientras que Entertainment Weekly describió la canción como «pisotera y conmovedora» y escribió que Keys está «en plena forma» en la canción.

## Presentaciones en vivo
Keys interpretó la canción en un concierto de su álbum Here en Village Underground en Londres el 26 de mayo de 2016 y en Troubadour en Los Ángeles el 20 de julio de 2016. También presentó la canción en el Apple Music Festival en Londres el 20 de septiembre de 2016. Keys interpretó la canción durante el concierto especial Here in Times Square el 9 de octubre de 2016 en Times Square en la ciudad de Nueva York y durante un episodio de Landmarks Live: Great Performances el 20 de enero de 2017 en PBS.
El 7 de marzo de 2017, actuó en el Houston Livestock Show and Rodeo. El 17 de septiembre de 2017, interpretó la canción en el festival de música Rock in Rio en Río de Janeiro, Brasil. El 1 de noviembre de 2017, interpretó la canción en Baloise Session en Basilea, Suiza. También presentó la canción en el Festival Internacional de Jazz de Dubái de 2019.

## Lista de canciones
| Descarga digital |                    |          |  |
| N.º              | Título             | Duración |  |
| 1.               | «28 Thousand Days» | 3:21     |  |

## Posicionamiento en las listas
| Listas (2015)  | Mejor posición |
| -------------- | -------------- |
| Francia (SNEP) | 198            |